# Ghinda (vela)
La ghinda è parte del circuito di drizza del fiocco su alcune barche a vela, tipicamente derive.
È costituita da un cavo metallico infilato in una tasca ricavata lungo la ralinga del fiocco, la cui parte superiore è collegata tramite grillo alla drizza. Il circuito prevede che nella drizza operi un paranco, solitamente in zona piede d'albero, utile ad esercitare la necessaria pressione.
Il circuito siffatto svolge la funzione di strallo durante la navigazione a vela, mentre lo strallo vero e proprio sorregge l'albero solo in assenza di fiocco. 
Il fiocco deve essere solidalmente collegato alle due redance della cima metallica nel punto di mura e sulla penna.